# Le Nord se souvient
Pour l'album de Gims, voir Le Nord se souvient (album).
Le Nord se souvient (The North Remembers) est le premier épisode de la deuxième saison de la série HBO de medieval fantasy Game of Thrones. Il a été diffusé le 1er avril 2012. Il est écrit par David Benioff et D. B. Weiss, et réalisé par Alan Taylor, qui fait son retour dans l'équipe de tournage.

## Résumé
La première saison s'était terminée sur la mort de Ned Stark, roi du Nord, et le couronnement du jeune Joffrey Baratheon,,.
Durant ce premier épisode de la deuxième saison, les conflits familiaux s'enveniment, les luttes de pouvoir et les jeux politiques se complexifient, les préparatifs de guerre s'intensifient et les menaces externes se précisent au nord du royaume,,.
Joffrey Baratheon règne désormais sur Westeros. Il est épaulé par sa mère, Cersei Lannister, et par son oncle Tyrion. Mais, sur Peyredragon (VO : Dragonstone), le frère de feu le roi Robert, Stannis Baratheon, se déclare héritier légitime du trône de fer. Il envoie un message à travers les sept royaumes selon lequel les prétendus héritiers de Robert sont les produits de l'inceste entre Cersei Lannister et son frère Jaime. Malgré les conseils de Davos Seaworth, Stannis refuse de s'allier avec le roi du Nord, Robb Stark, ou avec son rival Renly Baratheon,,.
Craignant l'influence que la prêtresse rouge Melisandre exerce sur Stannis, Mestre Cressen tente de tuer Melisandre avec du vin empoisonné, mais, ce faisant, il se sacrifie et sa tentative échoue.
Robb, désormais roi du Nord, souhaite venger la mort de son père, Eddard, exécuté par le roi Joffrey. Il informe le prisonnier Jaime de la lettre de Stannis. Mais il fait des ouvertures politiques en précisant les conditions d’une paix à Port-Réal. À Winterfell, après un rêve prophétique, Bran visite la Forêt des Dieux avec Osha. Remarquant une comète rouge, Bran déclare que c'est un présage de victoire dans la guerre, mais Osha insiste sur le fait que cela signifie que les dragons reviennent. La garde de nuit s'étend jusqu'au donjon de Craster au-delà du mur. Craster affirme que le chef des sauvageons (peuplades humaines vivant au-delà du Mur), Mance Rayder, est en train de rassembler une armée pour se déplacer vers le sud.
Au Sud, Daenerys Targaryen, accompagnée de ses trois dragons et du khalasar Dothraki, traverse avec difficulté le désert, avec pour objectif de revenir à Port-Real, et de reprendre le pouvoir confisqué à sa famille depuis trois cents ans.
À Port-Real, les sœurs de Robb Stark, Arya et Sansa, ont la vie dure. Arya a réussi à s'échapper après l’exécution de son père, et se fait passer pour un garçon nommé Ary afin de tromper les recherches la concernant. Sansa, elle, est toujours la prisonnière des Lannister ainsi que le souffre-douleur du roi Joffrey qui prend un malin plaisir à la tourmenter. Ce dernier se pose par ailleurs des questions et demande à Cersei si les rumeurs concernant sa relation consanguine avec Jaime sont fondées, ce qu'elle nie. Cersei découvre parallèlement l'existence de nombreux bâtards de Robert, dus notamment à sa fréquentation de maisons de prostitution, et décide de les faire tuer pour éliminer toute concurrence, un Massacre des Innocents à la façon du roi Hérode dans l'Évangile. Cependant, Gendry, l'un d'entre eux, a réussi à échapper à ce massacre et rejoint Arya,,.

## Production

### Scénario
L'épisode a été écrit par David Benioff et D. B. Weiss, d'après l'œuvre originale de George R. R. Martin. Comme la deuxième saison couvre principalement A Clash of Kings, le deuxième livre de la série, le premier épisode adapte le matériel des premiers chapitres du livre, notamment le Prologue, Sansa I, Tyrion I, Bran I, Catelyn I, Davos I, la première moitié de Daenerys I et Jon III (chapitres 1, 3-5, 7, 10, 12 et 23). Deux chapitres du début du livre avaient déjà été inclus dans l'épisode final de la saison 1, tandis que l'histoire de Jon Snow est développée plus loin.

### Distribution
Cet épisode présente plusieurs personnages importants, notamment Stannis Baratheon (Stephen Dillane), Ser Davos Seaworth (Liam Cunningham) et Melisandre (Carice van Houten). Ces trois personnages sont à la tête d'une toute nouvelle intrigue qui s'entremêle à d'autres scénarios au fur et à mesure de l'avancement de la saison. Un nombre significatifs de nouveaux personnages récurrents sont introduits dans cet épisode : le chevalier ivre Ser Dontos Hollard (Tony Way), le prisonnier des Starks Alton Lannister (Karl Davies), l'adversaire de Melisandre Maester Cressen (Oliver Ford Davies), le fils de Davos Matthos Seaworth (Kerr Logan), le membre de la Garde de nuit Dolorous Edd (Ben Crompton), Wildling Craster (Robert Pugh), et sa fille et épouse Gilly (Hannah Murray),,,.
L'épisode marque également le retour de plusieurs acteurs dans la distribution principale. John Bradley-West revient dans le rôle de Sam Tarly, l'ami de Jon Snow ; James Cosmo dans le rôle de Jeor Mormont, Lord Commandant de la Garde de Nuit ; Jerome Flynn dans le rôle de Bronn, le serviteur rusé de Tyrion, avec Sibel Kekilli dans le rôle de Shae, la concubine de Tyrion, et enfin Conleth Hill dans le rôle de Varys, l'eunuque bavard. Peter Dinklage prend la place de Sean Bean comme premier acteur crédité pendant la séquence d'intro. Comme le personnage de Bean a été tué à la fin de la saison dernière, Dinklage a souhaité en plaisantant qu'il puisse rester dans le générique principal pendant un certain temps,,.

### Lieux de tournage

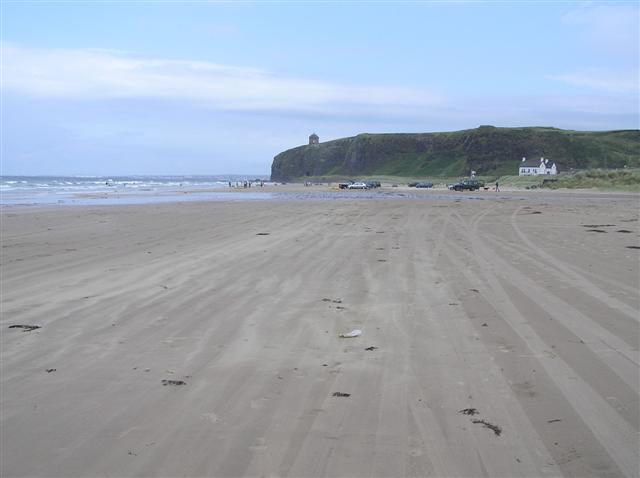
Downhill Strand (Peyredragon).

La production se poursuit en utilisant les studios de Paint Hall comme lieu principal de tournage et les paysages d'Irlande du Nord pour de nombreux plans extérieurs. Un incendie a été filmé sur la plage de Downhill Strand, où la presse locale s'est fait l'écho de l'émoi que le tournage a causé. Le donjon de Craster, au-delà du Mur, a été construit dans une forêt de Clandeboye Estate. David Benioff et D. B. Weiss ont déclaré que si la plupart des scènes se déroulant au nord du Mur ont été filmées en Islande, les scènes du Donjon du Craster ont été filmées en Irlande du Nord, car le manque de croissance significative des arbres en Islande les empêchait de filmer des scènes de forêt dans ce pays. La séquence finale, qui montre une caravane se dirigeant vers le nord le long de la Kingsroad, amenant Arya à Winterfell et Gendry, le fils illégitime de Robert Baratheon, ainsi que les autres passagers en route vers Castle Black, a été filmée sur une avenue de hêtres noueux près d'Armoy, dans le comté d'Antrim.

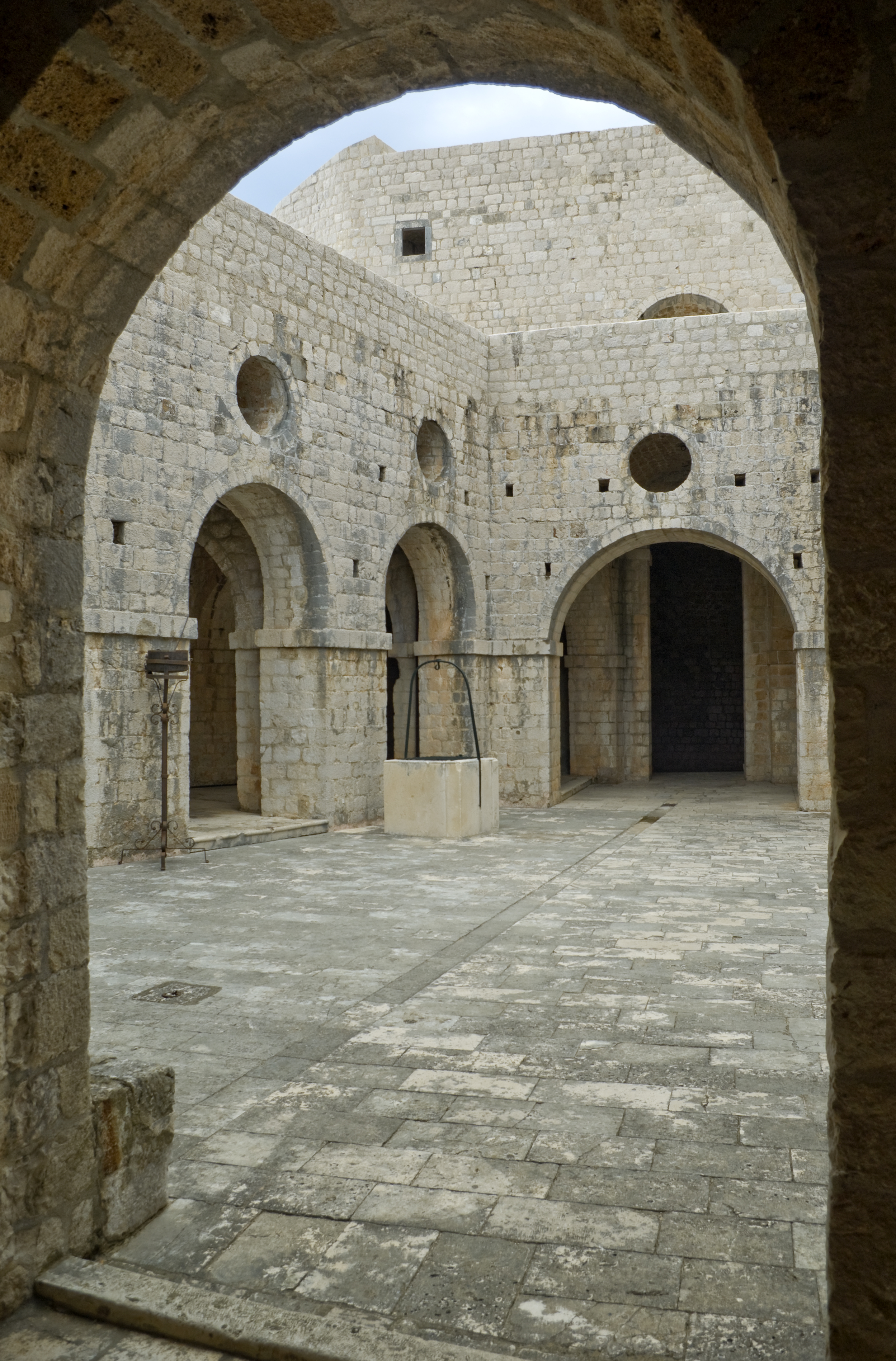
Fort Lovrijenac.

Pour les extérieurs de la capitale de Port-Réal, qui avaient été doublés à Malte pour toute la saison 1, la production s'est maintenant envolée vers la ville croate de Dubrovnik. Connue sous le nom de La Perle de l'Adriatique, la ville s'est avérée être une bonne représentation de Port-Réal, car elle partageait de nombreuses caractéristiques avec la capitale fictive : elle avait un aspect médiéval bien préservé, avec de hauts murs et la mer à ses côtés. Selon David Benioff, scénariste et producteur exécutif de l'épisode, « Dès que nous avons commencé à marcher autour des murs de la ville, nous avons su que c'était ça. Vous lisez les descriptions dans le livre et vous venez à Dubrovnik et c'est ce qu'est la ville actuelle. La mer est étincelante, le soleil et l'architecture sont magnifiques." ».
La première scène de l'épisode, représentant une célébration de  fête, a été filmée dans le Fort Lovrijenac de Dubrovnik. Le débat ultérieur sur la nature du pouvoir entre Cersei et Littlefinger se déroule également dans son porche, et dans le montage final avec le meurtre des bâtards, on peut voir clairement la vieille ville de Dubrovnik et ses célèbres murs.
Les scènes de désert de Daenerys ont été réalisées avec des images de synthèse (cependant, la production a filmé des scènes de désert au Maroc dans la saison trois).

## Accueil
Ce premier épisode de la deuxième saison recueille une bonne audience aussi bien aux États-Unis, que, par exemple, en Grande-Bretagne ou en France. L'audience de l'épisode lors de sa première diffusion aux États-Unis s'est élevée à 3,858 millions de téléspectateurs. Et si l'on tient compte des diffusions supplémentaires de la nuit, le nombre de téléspectateurs s'est élevé à 6,3 millions.
L'accueil de la critique a été généralement bon également. L'agrégateur de critiques Rotten Tomatoes a examiné 28 critiques de l'épisode et a jugé que 100 % d'entre elles étaient positives, avec une note moyenne de 8,6 sur 10. Sarah Hughes du journal britannique The Guardian a salué cet épisode d'ouverture de la deuxième saison, qui « couvre habilement une énorme quantité de décors tout en introduisant une foule de nouveaux personnage ». Elle fait l'éloge de l'adaptation des romans à la source de cet épisode.